# World Championship Wrestling
World Championship Wrestling (WCW) war ein Wrestling-Verband (engl. Wrestling-Promotion), der in Konkurrenz zur damaligen World Wrestling Federation stand.
Er war der zweitgrößte Wrestling-Verband in den Vereinigten Staaten. Aufgrund anhaltender Verluste verkaufte der Mutterkonzern AOL/Time Warner die WCW-Videothek Anfang 2001 an World Wrestling Federation.

## Geschichte

### Vorgeschichte

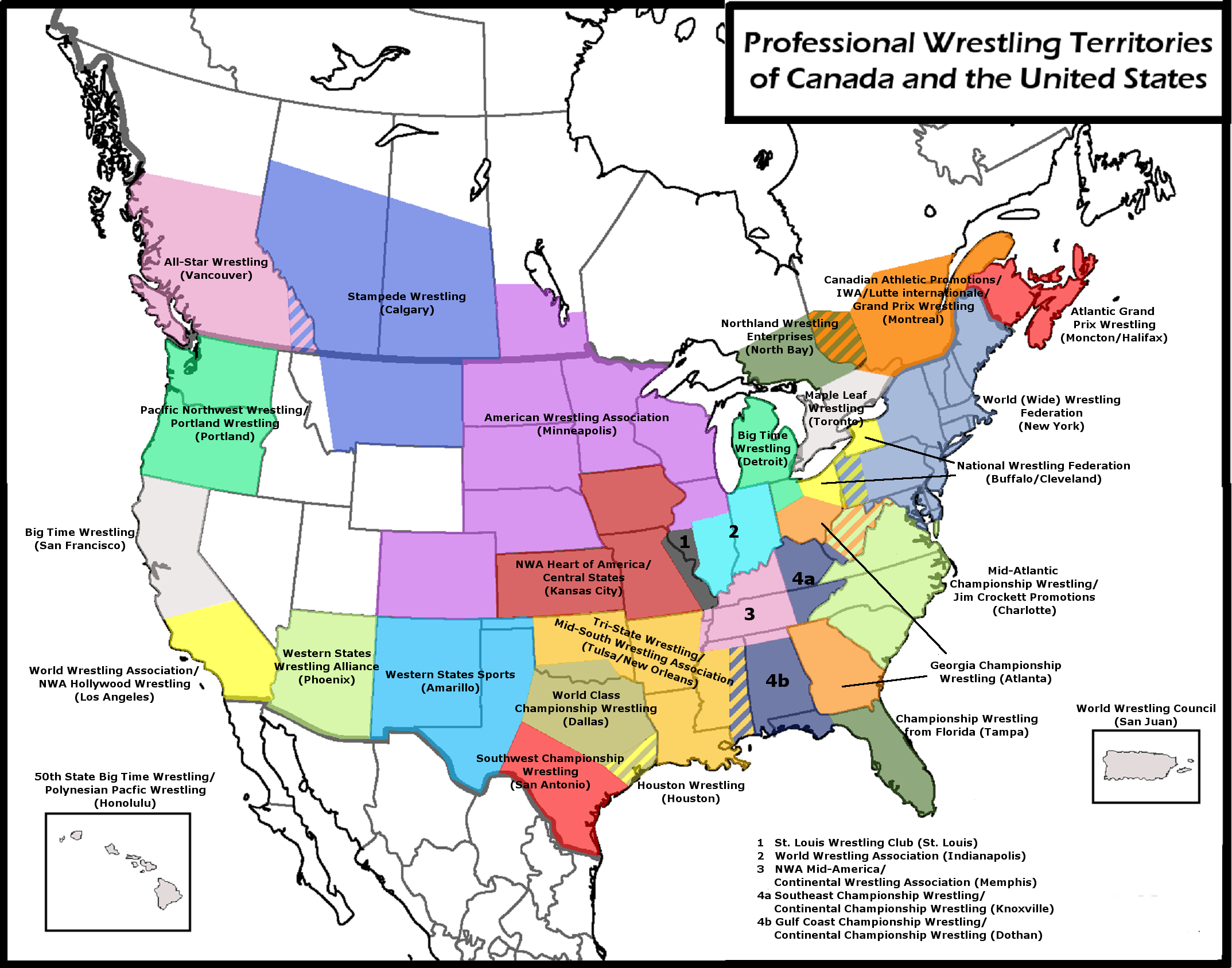
Die ehemaligen Wrestling-Territorien in den USA und Kanada

Erste Versuche der National Wrestling Alliance mit einem Banner namens World Championship Wrestling gab es seit Oktober 1964, als Ron Miller in Australien erstmals unter diesem Namen veranstaltete. Nach der Einstellung des australischen Banners (1978) übernahm der damalige NWA-Präsident Jim Crockett den Namen und veranstaltete ab 1983 gemeinschaftlich mit der in Georgia beheimateten Promotion Georgia Championship Wrestling (GCW) ein nationales TV-Format, das den Namen World Championship Wrestling/Georgia Championship Wrestling trug. Doch bereits im Juli 1984 musste das Format eingestellt werden, da dieses NWA-Experiment zu einem finanziellen Fiasko geriet und die Mehrheit der in der GCW beschäftigten Promotoren ihre Anteile an die World Wrestling Federation verkaufte.

### World Championship Wrestling (1988–2001)

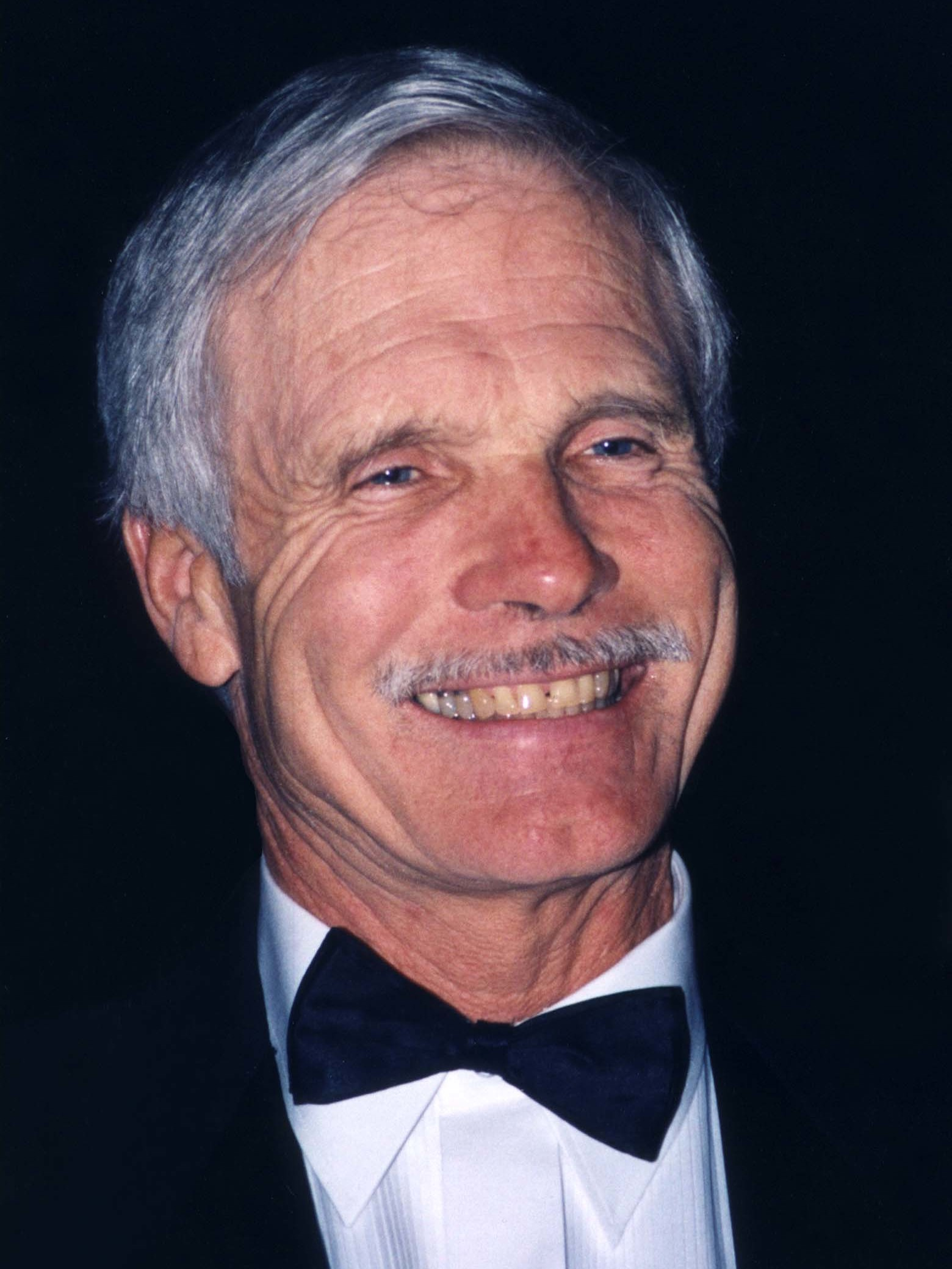
Ted Turner ist der Gründer und ehemalige Eigentümer von WCW.

Ende der 1980er Jahre war der Medienmogul Ted Turner auf der Suche nach einer landesweit agierenden Wrestling-Promotion. Turner strahlte bereits auf seinen regionalen Sendern diverse Wrestling-Shows aus und wollte nun national in diesem Bereich tätig werden. So kam dieser auch mit Vince McMahon ins Gespräch, doch McMahon weigerte sich, Turner seine World Wrestling Federation zu überlassen.
Nach den erfolglosen Verhandlungen mit der WWF wandte sich Turner an den damaligen NWA-Präsidenten Jim Crockett. Crockett schlug Turner nun seine eigene Promotion (Mid-Atlantic Championship Wrestling) zum Kauf vor. Im November 1988 ging die aus den Jim Crockett Promotions entstandene Mid-Atlantic Championship Wrestling in den Besitz von Ted Turner über und es wurde anfänglich, wie auch vertraglich vereinbart, unter dem Banner von NWA World Championship Wrestling veranstaltet. Doch bereits Anfang 1991 erfolgte der Bruch Turners mit der National Wrestling Alliance.
Um seine Eigenständigkeit zu betonen, begann Ted Turner ab Januar 1991 seine Shows nur noch unter dem Namen von World Championship Wrestling abzuhalten und schuf infolgedessen auch eine eigenständige WCW World Heavyweight Championship in der Form des damaligen WCW International Title, die allerdings nicht von der NWA anerkannt wurde. Vielmehr begann die NWA-Führung gerichtlich gegen Turner vorzugehen. Ted Turner begann dennoch gezielt die WCW als zweitgrößte Wrestling-Promotion der USA aufzubauen.
Am 13. September 1993 fällte das Verwaltungsgericht Charlotte, North Carolina ihr Urteil zugunsten Ted Turners. Dieser erklärte noch am selben Tag seinen offiziellen Austritt aus der National Wrestling Alliance und begann diesen bis zum Ende des Monats zu vollziehen.
Ab 1994 ging Turners WCW gezielt auf Konfrontation mit der damals führenden WWF und warb dieser bedeutende Superstars wie Hulk Hogan, Kevin Nash und Scott Hall ab.

#### WCW unter Eric Bischoff

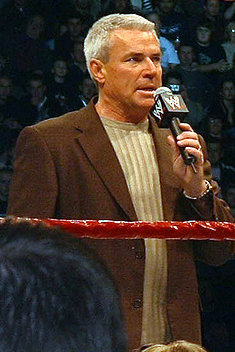
Eric Bischoff ist der ehemalige Executive Vice President von WCW.

Unter dem ehemaligen AWA-Angestellten Eric Bischoff, der dort im Verkauf tätig war, sollte die WCW rasch Erfolge verbuchen. Eric Bischoff war für die Verpflichtung neuer Wrestler für WCW zuständig; und er war es auch, der in letzter Instanz die Storylines absegnete. Des Weiteren entwickelte das Kreativteam in seinem Einvernehmen die „Gimmicks“. 1994 begann er damit, bekannte Stars wie Hulk Hogan und Randy Savage zu verpflichten. Bischoff setzte auf Hogans Popularität und räumte ihm in seinem Vertrag weitreichende Freiheiten ein. Mit Veranstaltungen wie dem „Bash at the Beach 1994“, wo der WWF-Superstar Hulk Hogan den NWA-Topdraw Ric Flair besiegen konnte, gewann die WCW rasch an Popularität.
Trotz des guten Einstands der jungen Liga, wurde WCW den Ansprüchen von Ted Turner nicht gerecht. Die Einschaltquoten und die finanzielle Situation waren relativ schlecht, verzeichnete ein finanzielles Defizit in Millionenhöhe und die WWF blieb weiterhin das Flaggschiff des Wrestlings in Nordamerika. Auch der Top-Draw Hulk Hogan konnte das Interesse der Fans zunächst nicht auf die WCW ziehen. Hulk Hogan schaffte es nicht in der WCW, wie von Ted Turner und anderen Offiziellen erhofft, die bereits schwächelnde Hulkamania fortzuführen. Und obwohl man einige Top-Stars wie Ric Flair oder Sting unter Vertrag hatte, konnte die Liga nicht mit der damaligen World Wrestling Federation Schritt halten.

#### Beginn der „Monday Night Wars“
Der nächste große Schritt von Eric Bischoff war die Einführung einer wöchentlichen Show namens WCW Monday Nitro. Die Wahl des Namens ist kein Zufall, sondern an den Namen „Monday Night Raw“, der Hauptshow der damaligen WWF angelehnt und in seiner Aussprache kaum von der Konkurrenzsendung zu unterscheiden. Im Gegensatz zu RAW, welches aufgezeichnet war, wurde Nitro live ausgestrahlt.
Nitro wurde das Aushängeschild von World Championship Wrestling und lief parallel und somit in direkter Konkurrenz zu Monday Night Raw. Nitro debütierte am 4. September 1995 in der „Mall of America“ in Bloomington, Minnesota und konnte mit einem Überraschungsauftritt Lex Lugers direkt einen ersten Paukenschlag verbuchen. Eine Woche zuvor war Luger noch beim WWF SummerSlam zu sehen und er absolvierte nur einen Tag zuvor noch einen House Show-Auftritt für die WWF. Lugers Vertrag war jedoch bereits wenige Wochen zuvor ausgelaufen und er wurde von der WWF nur noch von Auftritt zu Auftritt gebucht. Bedingt durch den Umstand, dass WWF RAW zu dieser Zeit noch aufgezeichnet und erst später ausgestrahlt wurde, war Luger zeitgleich sowohl bei RAW als auch bei Nitro zu sehen. In der nächsten Woche schlug Nitro RAW in den Einschaltquoten. Des Weiteren ging Eric Bischoff dazu über, während seiner Nitro Live-Sendungen die Ergebnisse der aufgezeichneten RAW-Sendungen („that other show“) bekanntzugeben.
Als weitere Maßnahme begann Bischoff in großem Umfang von der Hardcore-Promotion Extreme Championship Wrestling diverse Cruiserweightwrestler abzuwerben, um eine eigenständige Cruiserweight-Division in WCW aufzubauen. Die Einschaltquoten der beiden Konkurrenten lagen deshalb für die nächsten Wochen relativ nah beieinander.

#### WCW gegen nWo
1996 zeichnete sich eine Wende in den sog. Montagskriegen (Monday Night Wars) ab, als Scott Hall, welcher die World Wrestling Federation gerade erst verlassen hatte, während eines Matches bei WCW Nitro, durch die Zuschauerränge in den Ring kam und im Rahmen einer neuen Storyline World Championship Wrestling „den Krieg erklärte“. Ein paar Wochen später stieß auch Kevin Nash zu Scott Hall und die beiden attackierten fortan unter dem Namen „The Outsiders“ die WCW-Wrestler. Dies sollte den Eindruck erwecken, Hall und Nash seien von der Konkurrenzliga WWF geschickt worden, um World Championship Wrestling zu bekämpfen. Lex Luger, Sting und Randy Savage forderten die Outsiders schließlich zu einem Six-Man-Tag-Team-Match heraus, welches Hall und Nash annahmen. Sie verkündeten aber, ihren dritten Mann erst später enthüllen zu wollen.
Bei der Großveranstaltung Bash at the Beach kam es schließlich zu o. g. Match, allerdings hatten die Outsiders ihren Partner noch immer nicht bekanntgegeben und traten daher nur zu zweit an. Während des Matches kam schließlich Hulk Hogan nach einer längeren Pause zum Ring und attackierte den im Ring liegenden Randy Savage. Damit kam es zu dem wohl folgenreichsten Heel-Turn der Wrestlinggeschichte: Hulk Hogan, der über 12 Jahre hindurch der beliebteste Star der Wrestlingwelt war, verbündete sich mit den beiden „Outsiders“ und gründete mit ihnen die Gruppierung New World Order (nWo) . Er nannte sich nun „Hollywood“ Hulk Hogan, trug schwarze Kleidung und ließ sich zusätzlich zu seinem charakteristischen, blonden Schnurrbart einen schwarzen Dreitagebart wachsen. Die nWo war mit dem Ziel gegründet, das Wrestling-Geschäft zu übernehmen und die WCW in den Ruin zu treiben. Mit dieser Story um die rebellische Outlaw-Gruppierung, die im Laufe der Zeit um diverse Mitglieder wie Syxx, Ted DiBiase, The Giant oder später auch Lex Luger und Randy Savage anwuchs und gegen jede bis dahin etablierte Regel und Konvention verstieß, gewann die WCW die Einschaltquoten gegenüber der WWF von Mitte 1996 bis Anfang 1998. Höhepunkt war die Fehde zwischen Hogan und WCW-Aushängeschild Sting, der inzwischen selbst einen starken Imagewandel weg vom fröhlichen, blonden Surfer-Charakter hin zu einem dunklen, wortkargen Vigilanten vollzogen hatte. Bei Starrcade '97 konnte Sting Hogan schließlich besiegen und ihm dank der Unterstützung des debütierenden Bret Hart, der die WWF kurz zuvor nach dem Montreal Screwjob im Streit verlassen hatte, die WCW World Heavyweight Championship abnehmen. Ende 1997 versuchte die nWo sogar, aus „WCW Monday Nitro“ ein „nWo Monday Nitro“ zu machen. Diese war von Paul Orndorff, Terry Taylor und Hulk Hogan entworfen worden. Die Erfolgsgeschichte der nWo griff ECW zudem als Parodie auf, in dem es die bWo (Blue World Order) kreierte.

#### Entwicklungs-Liga
Zwischen 1997 und 2001 verfügte die WCW mit der Promotion National Championship Wrestling über ein eigenes Entwicklungsterritorium. Da diese sich September 1999 der NWA anschloss, wurden die Bindungen der WCW zur National Wrestling Alliance wieder enger.
Das WCW Power Plant ging aus der ehemaligen Promotion Good Ol' Days Wrestling (GODW) hervor. Nach dem Aufkauf der Promotion durch die WCW wurde sie in eine Wrestlingschule für World Championship Wrestling umgewandelt und hatte ihren Sitz in Atlanta, Georgia. Vor der Umwandlung in das WCW Power Plant fusionierte GODW mit der Promotion Deep South Wrestling und deren Wrestlingschule des ehemaligen Wrestlers Jody „The Assassin“ Hamilton. Dieser galt als Seniorpartner und so wurde das WCW Power Plant auch von diesem geleitet. Cheftrainer war die Wrestlinglegende Paul Orndorff. Bis 1999 wurden Schüler getestet und aufgenommen, im März 2001 wurde es nach Übernahme durch die WWE geschlossen.
Einige Wrestler, die hieraus hervorgingen, sind Diamond Dallas Page, The Giant, Chuck Palumbo und Bill Goldberg. Auch der deutsch-britische Jungwrestler Alex Wright erhielt hier eine Fortbildung auf den amerikanischen Wrestlingstil.

#### Die Wende in den Monday Night Wars
Nach WrestleMania 14 im Jahr 1998 gewann die WWF wieder die Oberhand in den sogenannten „Montagskriegen“ mit der Einläutung der „WWF Attitude“-Ära. Es wurden nun härtere Storylines und weniger unrealistische Gimmicks entwickelt, außerdem hielten Fäkalsprache und mehr nackte Haut Einzug in die Sendungen und die bis dahin üblichen Grenzen zwischen Gut und Böse wurden aufgeweicht. Damit traf die WWF genau den Nerv der Zeit, da die Zuschauer sich an cartoonartigen Charakteren und klassischen Gut-gegen-Böse-Geschichten sattgesehen hatten. Zudem wurden auch Superstars aus WCW und ECW angeworben und zu WWF Superstars aufgebaut. Zwei davon erwiesen sich später als Glücksgriffe: Mankind und Steve Austin wurden zu absoluten Top-Draws und Publikumslieblingen. Austin, der sowohl in der WCW als auch der ECW nie den großen Durchbruch schaffte, bekam das Stone-Cold-Steve-Austin-Gimmick verliehen und stieg zu ungeahnter Popularität auf. Später fehdete er sogar über ein Jahr mit WWE-Eigentümer Vince McMahon. Weitere Wendepunkte waren die erneute Verpflichtung Sean Waltmans, der zuvor von Eric Bischoff aus der WCW entlassen wurde, während er sich zu Hause von einer Verletzung erholte. Waltman kehrte bei RAW einen Tag nach WrestleMania 14 zurück und schloss sich der von Triple H als Babyface-Stable neu formierten Degeneration-X an, nachdem Shawn Michaels seine Karriere vorläufig beenden musste und Ric Rude die WWF bereits Ende '97 verlassen hatte. Zudem erwies sich Bischoffs Praxis, die Ergebnisse von RAW während Nitro bekanntzugeben als Boomerang: nachdem er im am 4. Januar 1999 verriet, dass der ligenübergreifend überaus beliebte Mick Foley den WWF-Championtitel beim parallel ausgestrahlten RAW zum ersten Mal in seiner Karriere gewinnen würde, schalteten daraufhin hunderttausende Zuschauer zu RAW um. RAW fuhr eine Rekord-Zuschauerquote von 5.7 Ratingpunkten ein und schlug Nitro damit um 0,7 Punkte. Dies war der endgültige Wendepunkt im „Ratings-War“, Nitro konnte RAW danach bis zum Kollaps der WCW im Jahr 2001 nicht mehr in puncto Zuschauerzahlen überholen.
World Championship Wrestling versuchte, dem entgegenzuwirken, indem es die nWo in zwei Fraktionen spalten ließ: nWo Hollywood als Heel-Stable mit Hulk Hogan und nWo Wolfpac als Face-Stable mit Kevin Nash als jeweilige Anführer. Der Erfolg für WCW blieb aber nun aus; die Reize der alten nWo waren aufgebraucht, das Konzept zeigte bereits deutliche Abnutzungserscheinungen war außerdem durch zu viele Mitglieder und unlogische Storylines verwässert worden. Außerdem wurde der Aufbau neuer, aufstrebender Superstars vernachlässigt und so kaum Abwechslung im Programm geboten. Zwar hatte man mit Wrestlern wie Eddie Guerrero, Rey Mysterio, Billy Kidman oder Juventud Guerrera eine starke Cruiserweight-Division, welche auch regelmäßig spektakuläre Matches zeigte und auch entsprechende Publikumsreaktionen zog, jedoch fast ausschließlich zur Eröffnung der jeweiligen Veranstaltungen präsentiert wurde, während der Main Events für Altstars wie Hogan, Savage, Nash oder Goldberg dauerreserviert waren. Zwar konnte man weiterhin starke Quoten verbuchen und dem Wrestling durch diesen Konkurrenzkampf eine nie vorher gekannte Popularität geben, langfristig gesehen war der Niedergang von World Championship Wrestling schon zu dieser Zeit absehbar.
Der einzige Topstar, den WCW selbst aufbauen konnte, war Bill Goldberg. Für ihn wurde eine einmalige Storyline entwickelt: Man ließ Goldberg größtenteils gegen wenig bedeutungsvolle Wrestler und auch einige große Wrestlingnamen antreten, bis er schließlich auf 173 Siege (lt. Storyline) in Folge kam. Seine Matches waren äußerst kurz und meist in deutlich unter einer Minute gewonnen. Schließlich reichte seine Popularität so weit, dass er im Juli 1998 Hollywood Hulk Hogan klar besiegen und damit in seiner Heimat Atlanta, Georgia vor über 40.000 Zuschauern die WCW World Heavyweight Championship erringen durfte. Anstatt dieses Match jedoch beim kurz darauf folgenden Pay-per-View Fall Brawl zu zeigen und dies als Verkaufsargument für diese Veranstaltung zu nutzen, entschied Bischoff, das Match bei einer regulären Nitro-Ausgabe im Free-TV stattfinden zu lassen, wofür er häufig kritisiert wurde.
Goldberg konnte die damit an ihn gestellten Erwartungen, wie beispielsweise längere und qualitativ bessere Matches zu zeigen jedoch nicht erfüllen. Man änderte nun Goldbergs Storyline ab: Bei einer Großveranstaltung im Dezember 1998 wurde die Siegesserie dann durch Kevin Nash gebrochen, als Scott Hall zu dessen Vorteil Bill Goldberg mit einem Elektroschocker attackierte. Goldberg wurde nun zum Heel, einem Bösewicht. Dennoch verlor WCW weiter an Boden. Auch kam Goldbergs Gimmickwechsel beim WCW-Publikum nicht an und das entworfene Heel-Gimmick floppte. So machte man dieses wieder kurze Zeit später rückgängig und ließ Goldberg wieder als Babyface antreten.
World Championship Wrestling verlor jedoch weiterhin zunehmend den Anschluss an die World Wrestling Federation und die Einschaltquoten sanken weiter. Hinzu kam das Problem, dass WCW nun viele ältere Superstars unter Vertrag hatte, die sich nicht damit einverstanden gaben, Matches gegen junge, aufstrebende Wrestler zu verlieren. Während bei der WWF mit der Verpflichtung von Austin oder The Rock ein Generationenwechsel vollzogen wurde, blockierten dies die Altstars von WCW, was das Zuschauerinteresse weiter schwinden ließ.
Bei Nitro am 4. Januar 1999, also derselben Show, an dem bereits Hunderttausende Zuschauer aufgrund der Ankündigung von Mick Foleys Titelgewinn bei WWF den Sender wechselten, war ein Titelmatch zwischen WCW Champion Kevin Nash und Hulk Hogan, der nach einer Pause als Babyface zurückkehrte, angesetzt. Nachdem Nash Hogan in die Ringecke schubste, sah es so aus als wolle Hogan zurückschlagen. Jedoch tippte er Nash lediglich mit dem Finger auf die Brust, woraufhin dieser sich theatralisch zu Boden warf, als wäre er von einer harten Aktion getroffen worden. Hogan pinnte Nash daraufhin ohne Gegenwehr, gewann erneut den Titel und vereinte daraufhin beide Splittergruppen der nWo wieder zu einem großen Stable. Dieser Vorfall sollte später als Fingerpoke of Doom (Fingertipp des Schreckens) in die Wrestlinggeschichte eingehen und gilt als ein weiterer, entscheidender Beitrag zum Niedergang der WCW.
Dem Abwärtstrend sollte Einhalt geboten werden, indem man im Herbst 1999 die führenden Chefbooker der WWF, Vince Russo und Ed Ferrara kurzfristig für WCW verpflichtete. Nach der anfänglichen Euphorie folgte schnell Ernüchterung, denn Russo und Ferrara machten World Championship Wrestling zu einer schlechteren WWF-Kopie. So zog das Gimmick der WWF-Amazone Chyna, die als erste Frau auch gegen Männer antrat, das Debüt der WCW Wrestlerin Asya nach sich und Ferrara trat als Jim Ross-Kopie Oklahoma auf, wobei er dessen Bells Palsy-Krankheit (eine partielle Gesichtslähmung aufgrund einer Fehlfunktion der Gesichtsnerven) auf pietätlose Art imitierte. Russo und Ferrara waren jedoch stets der Ansicht, dass man sechs Monate Zeit benötige, bis die Storylines richtig greifen würden. Ihre Misserfolge begründeten sie mit ständigen Einmischungen der sogenannten „Standard & Practices“, einer Gruppe, die auf Familienfreundlichkeit im WCW-Produkt achtete.
Die von ihnen gewünschten sechs Monate wurden Russo und Ferrara allerdings nicht gegeben und sie wurden im Januar 2000 von dem neuen WCW-Präsidenten Bill Busch, der im September 1999 für Eric Bischoff gekommen war, entlassen. Neuer Chefbooker wurde Kevin Sullivan, den viele als die schlechteste Alternative ansahen. Die Folge waren viele Wechsel in die WWF. Unter anderem wechselte Chris Benoit, der als eines der größten Wrestling-Talente weltweit galt und auch privat mit Sullivan im Streit lag, zusammen mit seinen Freunden Eddie Guerrero, Perry Saturn und Dean Malenko zur Konkurrenz.

#### Der Abstieg der WCW
Mittlerweile wechselte der WCW-World-Heavyweight-Titel monatlich den Träger. Im Mai 2000 gab es bereits 5 Titelwechsel, im April hielt diesen Titel sogar der Schauspieler David Arquette für etwas mehr als eine Woche, der über Beziehungen mit Hogan und anderen Offiziellen zu dem Titel kam, um für den von der WCW produzierten Film Ready to Rumble zu werben, wodurch der Titel jedwedes Ansehen verlor und zur wertlosen Requisite verkam. Nicht nur Leute wie Ric Flair waren über solche und ähnliche Entscheidungen der damaligen Verantwortlichen entsetzt, stand der Titel doch in der Tradition von NWA-Wrestlern wie Lou Thesz oder Harley Race und konnte auf eine über 50-jährige Geschichte zurückblicken.
Hulk Hogan, der seit seiner Verpflichtung im Jahre 1994 vollkommene Kontrolle über seinen Charakter in World Championship Wrestling besaß, hatte kontinuierlich eine Lobby innerhalb der Liga aufgebaut und nahm direkten Einfluss auf die Führung und die Schreiber der Storylines. Viele Wrestler, aber auch Fans werfen ihm bis heute einen rücksichtslos selbstsüchtigen Umgang mit seinem Ring-Charakter vor. Ihm und seinen Freunden (u. a. Kevin Nash) war es daher ein Leichtes, ein Veto gegen Auftritte in Nitros B-Show WCW „Thunder“ einzulegen. Gab es in der damaligen World Wrestling Federation mit Vince McMahon nur einen Verantwortlichen, der das Sagen hatte, so waren es in der WCW ungefähr 10 Personen mit unterschiedlicher Kompetenz, die Entscheidungen über die Unternehmensführung (z. T. Neuverpflichtungen und Entlassungen) trafen.
Obwohl sich das einst innovative Konzept der nWo längst abgenutzt hatte, wurde das Stable immer wieder mit neuen Mitgliedern und der Aufsplittung in mehrere Untergruppierungen ins Leben zurückgeholt. Zeitweise gehörten über 30 Wrestler der nWo an, womit die Gruppierung immer mehr verwässert wurde und damit auch ihren einst elitären Status einbüßte. Veränderungen mussten her, zumal das konservative Booking von Kevin Sullivan in Zeiten, in denen Innovationen gefragt waren, dem Unternehmen nur schadete, da es nicht das Interesse der Fans wecken konnte. Das Frühjahr 2000 hielt eine große Überraschung für die Wrestlingwelt bereit: Vince Russo kehrte am 10. April 2000 an Eric Bischoffs Seite zurück und sollte die herbeigesehnte Wende im Kampf um die Einschaltquote bringen.
Nach wenigen Wochen zog sich Eric Bischoff allerdings immer mehr aus dem Geschehen zurück und ließ Russo freien Lauf, da die beiden nicht miteinander harmonierten. Dies führte zu weiteren, fragwürdigen Bookingentscheidungen, da Russo nun seine undurchsichtigen Storylines, die oft aus WWF-Zeiten kopiert und viel zu wirr aufgebaut waren, als dass sie das Interesse der Fans wecken konnten, ungefiltert darstellen konnte. Sein Programm war nicht selten auf kurzfristige Schockmomente ausgerichtet, ohne dabei die langfristigen Auswirkungen zu beachten. So kam es z. B. ohne größeren Fehdenaufbau zu diversen, sog. Career-Ending-Matches, bei dem der Verlierer seine Karriere beenden musste. Nur kurze Zeit später trat der Verlierer jedoch wieder im WCW-Programm auf, als sei nichts geschehen. Weiterhin wollte er sich die Offenheit des Wrestlinggeschäftes und das Bekanntwerden der Absprachen, welches speziell seit dem Montreal Screwjob Einzug gehalten hatte (Wrestling galt bis dahin als „echt“), für sich nutzen und produzierte quasi am laufenden Band sog. Worked Shoots. Diese sollten den Eindruck vermitteln, als habe sich ein Wrestler nicht an die zuvor vereinbarten Absprachen gehalten und die Grenze zwischen Show und Realität verschwimmen lassen. Dies wurde jedoch zumeist dilettantisch umgesetzt, womit man sich selber immer häufiger der Lächerlichkeit preisgab.
Der Höhepunkt war schließlich erreicht, als es beim Pay-per-view „Bash At The Beach 2000“ um den WCW-Titel zwischen Champion Jeff Jarrett und Herausforderer Hulk Hogan ging. Russo hatte eine Titelverteidigung Jarretts vorgesehen, die Hulk Hogan, immer noch mit voller Kontrolle über seinen Charakter, nicht hinnahm. Zusammen mit Eric Bischoff entwickelte er ein anderes Szenario: Russo hinterging Hulk Hogan, indem er Jeff Jarrett anwies, sich unmittelbar nach Beginn des Kampfes auf den Ringboden zu legen. Hogan pinnte Jarrett, nahm das Mikrofon und verkündete: „Wegen Bullshit wie diesem geht es mit dieser Liga abwärts!“, wonach er samt Titel die Halle verließ. Eigentlich als Worked Shoot abgesprochen, ließ Russo jedoch direkt im Anschluss ohne Absprache eine Promo im Ring folgen, in der Hogan u. a. als ein Stück Scheiße („You'll never see that piece of shit again!“) bezeichnete und den Titel für vakant erklärte. Er setzte daraufhin ein „richtiges“ Titelmatch zwischen Jeff Jarrett und Booker T an, welches letzterer gewinnen und somit zum ersten Mal den Titel erringen durfte. Als Hogan dies auf der Fahrt nach Hause erfuhr, verklagte er die WCW auf Schadensersatz wegen Vertragsbruches und Rufschädigung und trat daraufhin nicht mehr für die Promotion an. Bischoff zog sich nun ebenfalls endgültig aus der WCW zurück.
Das völlige Fehlen einer Autorität hinter den Kulissen ließ Russo auch die Freiheit, sich selbst in die Veranstaltungen zu buchen und sich im September 2000 für etwas mehr als eine Woche den WCW World Heavyweight Title zu sichern. Die Konsequenz war, dass keine neuen Zuschauer gewonnen werden konnten und die Stammzuschauer ob dieses, später häufig als für Russo typisches „Crash-TV“ bezeichneten Programms, erschreckt abschalteten. Der mittlerweile wertlose Titel, das schlechte Booking und die alternden Main-Event-Wrestler sorgten dafür, dass die WCW auf einen finanziellen Kollaps zusteuerte. Im Jahre 2000 wurde ein Verlust von rund 80 Millionen Dollar verzeichnet.

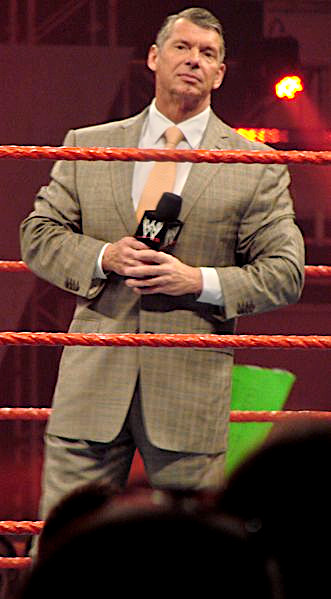
WWE Chairman Vince McMahon erwarb WCW im Jahr 2001.

Im Zuge der Fusion mit AOL wurde am 10. Januar 2001 der Verkauf der WCW an eine Unternehmensgruppe namens Fusient Media Ventures bekanntgegeben, nachdem es gerade Ende 2000 immer wieder Verkaufsgerüchte gegeben hatte. Hinter Fusient Media Ventures verbarg sich eine Investorengruppe um Eric Bischoff. In den darauffolgenden Wochen wurde klar, dass die Übernahme jedoch nicht so sicher war, wie es anfangs schien. Die Entscheidung fiel Ende Februar bzw. Anfang März, als der WCW der Sendeplatz entzogen wurde. So war es für die Investorengruppe sinnlos, die WCW zu kaufen. Da man das Finanzdebakel WCW allerdings schnellstmöglich loswerden wollte, verkaufte man diese eben letztlich an Vince McMahons WWF. Für den verhältnismäßig sehr geringen Preis von 4,2 Millionen Dollar erwarb die WWF damit nicht nur sämtliche Namensrechte an allen WCW-Veranstaltungen, Gimmicks und Logos, sondern auch das komplette Videoarchiv.
Während des Verkaufs befand sich WCW in einem Rechtsstreit, wobei verschiedene Verfahren anhängig waren. AOL Time Warner musste verschiedene Top-Wrestler wie Hulk Hogan, Kevin Nash oder Bill Goldberg weiter bezahlen, da sie Verträge direkt mit der Muttergesellschaft und nicht mit der WCW geschlossen hatten und ihnen somit ein Garantiegehalt zustand. Nachdem WCW Inc. ausgewählte Vermögenswerte erworben hatte, wurde das Unternehmen, das einst World Championship Wrestling war, erneut an die Universal Wrestling Corporation übertragen. Ihr einziger Zweck war die Behandlung alter Verträge und Rechtsstreitigkeiten. Die Universal Wrestling Corporation wurde im Jahr 2017 mit Turner Broadcasting Systems, Inc. verschmolzen und bestand nicht mehr als separate Einheit.
Am 26. März 2001 wurde schließlich die letzte „Monday Nitro“-Ausgabe ausgestrahlt. Im letzten Match besiegte Sting Ric Flair, woraufhin beide ihre Fehde beendeten, sich die Hände schüttelten und umarmten. Am Ende wurden RAW und Nitro zusammengeschaltet und Shane McMahon verkündete im Zuge einer neuen Storyline, dass ihm die WCW gehöre und nicht seinem Vater; schließlich habe er die Kaufverträge unterschrieben.
Die darauffolgende, heute als Invasion bekannte Storyline, bei der eine Allianz aus ehemaligen WCW und ECW-Stars (die ECW war etwa zur selben Zeit bankrottgegangen und ebenfalls von der WWF aufgekauft worden) unter der Führung von Shane und Stephanie McMahon die WWF zu übernehmen versuchte, gilt unter Fans und Wrestling-Experten als ein Musterbeispiel für verschenktes Potential. Nicht nur konnten die bekanntesten WCW-Stars wie Hollywood Hulk Hogan, Ric Flair, Sting, Kevin Nash oder Goldberg aufgrund ihrer noch bestehenden Garantieverträge mit AOL/Time Warner nicht verpflichtet werden, auch wurden die vormaligen WCW-Wrestler zu fast jeder Zeit als deutlich schwächer und minderwertiger dargestellt als die Stars der WWF und mussten zumeist klare Niederlagen einstecken. Als populärstes Beispiel hierfür gilt Diamond Dallas Page, der als einziger ehemaliger WCW-Topstar seinen AOL/TimeWarner-Vertrag zugunsten eines finanziell schlechteren WWF-Vertrages auflöste und somit auf sein hohes Garantiegehalt verzichtete. Zum „Dank“ dafür wurde er in eine Storyline mit dem Undertaker geschrieben, in der er als dessen damaliger Ehefrau Sara nachstellte und dafür in mehreren Matches vom Undertaker regelrecht vorgeführt und ohne nennenswerte Gegenwehr von diesem besiegt wurde. Nicht nur schadete diese Storyline Pages Ansehen als Wrestler, auch war sein Charakter als obsessiver Stalker wenig glaubwürdig, da Page zu diesem Zeitpunkt bereits mehrere Jahre mit dem ehemaligen Playmate Kimberly verheiratet war, was den Fans bereits aus der WCW bekannt war. Lediglich der ehemalige ECW-Star Rob Van Dam sowie Booker T konnten langfristig Main Event-Status erreichen. Die Storyline wurde Ende 2001 bei der Survivor Series mit einem Sieg des Teams WWF gegen das Team Alliance (in dem mit Rob Van Dam und Booker T lediglich zwei ehemalige WCW-/ECW-Wrestler standen) in einem sog. Winner Take All-Ausscheidungsmatch beendet. Bei dieser Veranstaltung wurden außerdem sämtliche WCW-Titel mit denen der WWF vereinigt, womit die WCW nun endgültig der Vergangenheit angehörte.
Zeitweise plante man bei WWF, die WCW als wöchentliche Fernsehshow mit eigenen Stars und Titeln in „Konkurrenz“ zu WWF SmackDown! zu präsentieren (ein Konzept, welches man im Jahr 2002 mit der Trennung von RAW und SmackDown! in eigenständige Kader wieder aufgriff). Als eine Art Testlauf hierfür wurde Anfang Juli 2001 mit Booker T vs. Buff Bagwell ein Match zweier ehemaliger WCW-Stars im Main Event von RAW abgehalten. Das Match stieß jedoch auf allgemein negative Resonanz, weshalb die Pläne diesbezüglich wieder verworfen wurden. Bagwell wurde zudem kurz nach diesem Match aufgrund seines Backstageverhaltens von WWF entlassen.
Erwähnenswert bleibt, dass Wrestling in der Zeit der Montagskriege eine bisher noch nie da gewesene Popularität erreichte und zeitweise zusammen über 10 Millionen Menschen aufgrund der teilweise sehr spektakulären Geschichten RAW oder Nitro einschalteten.

## Hall of Fame
Die Hall of Fame der WCW wurde 1993 eingeführt und 1995 wieder eingestellt. Die Zeremonie fand jeden Mai im Rahmen des Slamboree PPVs statt.

### Mitglieder der Hall of Fame
1993
- Lou Thesz
- Verne Gagne
- Mr. Wrestling II
- Eddie Graham

1994
- Harley Race
- Ernie Ladd
- The Crusher
- Dick the Bruiser
- Ole Anderson
- Masked Assassin

1995
- Wahoo McDaniel
- Dusty Rhodes
- Antonio Inoki
- Angelo Poffo
- Terry Funk
- Big John Studd
- Gordon Solie

## Titel
Männertitel
- 1988–2000: WCW World Television Championship
- 1988–2001: WCW United States Heavyweight Championship[4]
- 1988–2001: WCW World Tag Team Championship
- 1988–1991: WCW World Six-Man Tag Team Championship
- 1988–1994: NWA World Heavyweight Championship
- 1988–1992: WCW United States Tag Team Championship
- 1991–2001: WCW World Heavyweight Championship[5]
- 1991–1992: WCW Light Heavyweight Championship
- 1996–2001: WCW Cruiserweight Championship
- 1999–2001: WCW Hardcore Championship
- 2001: WCW Cruiserweight Tag Team Championship

Frauentitel
- 1996–1998: WCW Women’s Championship
- 1997–1998: WCW Women’s Cruiserweight Championship